# Asmate imperviata
Asmate imperviata là một loài bướm đêm trong họ Geometridae.